# Xanthorrhoea brevistyla
Xanthorrhoea brevistyla är en grästrädsväxtart som beskrevs av D.A.Herb. Xanthorrhoea brevistyla ingår i släktet Xanthorrhoea och familjen grästrädsväxter. Inga underarter finns listade i Catalogue of Life.